# Nirn
Nirn is de fictieve planeet in de spelreeks The Elder Scrolls van Bethesda Softworks. 
Nirn betekent Arena in de taal van de Ayleids (een elfenras in de spelreeks). De planeet heeft twee manen, Masser en Secunda, en wordt omringd door acht hoofdplaneten (het is niet duidelijk of het nou zelf een hoofdplaneet is, en, zo ja, of het er dan negen zijn) en de zon genaamd Magnus, deze liggen in het Aurbis-stelsel.

De planeet heeft de volgende zes continenten:
- Akavir, enkele wapens en objecten uit dit continent zijn verkrijgbaar in het spel Oblivion, ook is er een missie die je van de count van Bruma krijgt met de opdracht een Akavari Artifact te gaan zoeken.
- Aldmeris
- Atmora
- Pyandonea
- Tamriel, hier spelen de zes spellen van de computerreeks, Daggerfall, Morrowind, Oblivion, Skyrim en The Elder Scrolls Online zich af.
- Yokuda